# Мобілізація в Україні

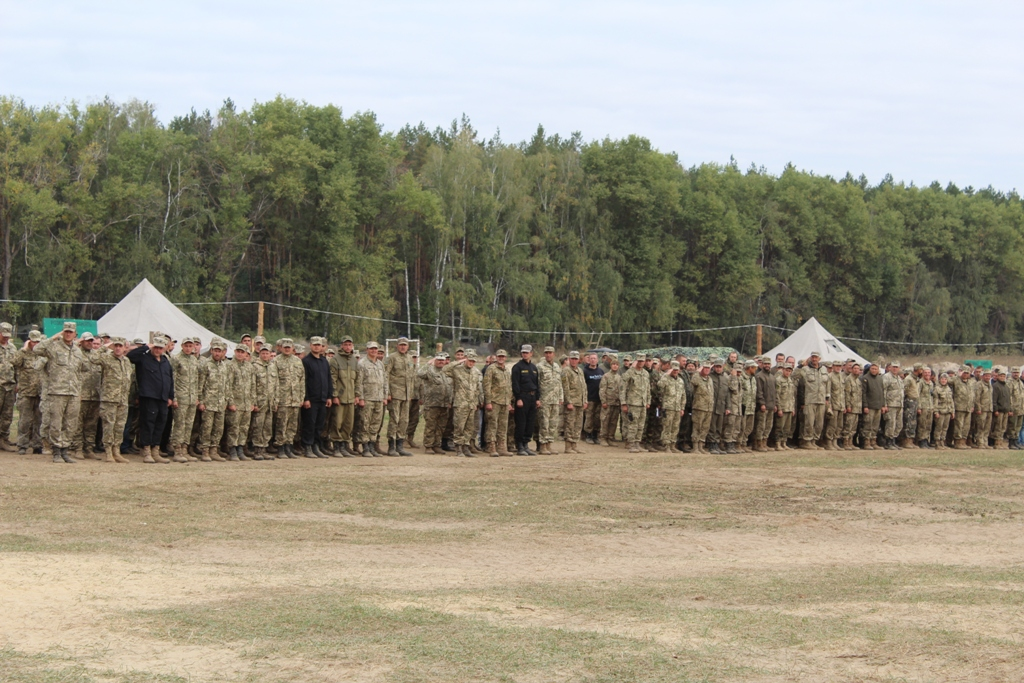
Збори резервістів на Чернігівщині (2016)

Мобілізація в Україні проводиться у зв'язку з російською агресією. У 2014—2015 роках, з початком вторгнення Росії до Криму та війни на Донбасі, проведено шість хвиль часткової мобілізації; з 24 лютого 2022 року, коли почалося повномасштабне російське вторгнення, триває загальна мобілізація.

## Правові засади
Відповідно до статті 17 Конституції України, захист суверенітету і територіальної цілісності України, забезпечення її економічної та інформаційної безпеки є найважливішими функціями держави, справою всього Українського народу. Оборона України, захист її суверенітету, територіальної цілісності і недоторканності покладаються на Збройні Сили України.
Статтею 65 Конституції передбачено, що захист Вітчизни, незалежності та територіальної цілісності України, шанування її державних символів є обов'язком громадян України. Громадяни відбувають військову службу відповідно до закону.
Згідно з Законом України «Про мобілізаційну підготовку та мобілізацію», мобілізація — це комплекс заходів, здійснюваних з метою планомірного переведення національної економіки, діяльності органів державної влади, інших державних органів, органів місцевого самоврядування, підприємств, установ і організацій на функціонування в умовах особливого періоду, а Збройних Сил України, інших військових формувань, Оперативно-рятувальної служби цивільного захисту — на організацію і штати воєнного часу.
Під особливим періодом розуміється період функціонування національної економіки, органів державної влади, інших державних органів, органів місцевого самоврядування, Збройних Сил України, інших військових формувань, сил цивільного захисту, підприємств, установ і організацій, а також виконання громадянами України свого конституційного обов'язку щодо захисту Вітчизни, незалежності та територіальної цілісності України, який настає з моменту оголошення рішення про мобілізацію (крім цільової) або доведення його до виконавців стосовно прихованої мобілізації чи з моменту введення воєнного стану в Україні або в окремих її місцевостях та охоплює час мобілізації, воєнний час і частково відбудовний період після закінчення військових дій.
Президент України ухвалює рішення (у формі указів) про загальну або часткову мобілізацію та про демобілізацію із внесенням їх на затвердження до Верховної Ради України. Верховна Рада затверджує протягом двох днів з моменту звернення Президента його укази про загальну або часткову мобілізацію.
Мобілізація у 2014—2015 рр. була частковою, тобто проводилася в окремих місцевостях держави, а також стосувалася певної частини національної економіки, Збройних Сил України, інших військових формувань, Оперативно-рятувальної служби цивільного захисту, підприємств, установ і організацій. З 2022 року в Україні оголошена і проводиться загальна мобілізація.
Звільнення (демобілізація) військовослужбовців, призваних на військову службу під час мобілізації, в особливий період, здійснюється, як правило, за умови стабілізації воєнно-політичного становища. У ході демобілізації проводиться заміна військовослужбовців, призваних під час попередньої хвилі. Саме це, тобто ротація підрозділів у зоні проведення антитерористичної операції, була однією із цілей кожної наступної черги часткової мобілізації.
Певні категорії громадян звільнені від мобілізації.
За ухилення від призову на військову службу під час мобілізації передбачено кримінальну відповідальність за ст. 336 КК України.

## Затвердження Верховною Радою указів Президента про мобілізацію
Згідно зі статтею 85 Конституції України, до повноважень Верховної Ради України належить: […] 31) затвердження протягом двох днів з моменту звернення Президента України указів про введення воєнного чи надзвичайного стану в Україні або в окремих її місцевостях, про загальну або часткову мобілізацію, про оголошення окремих місцевостей зонами надзвичайної екологічної ситуації.
| Фракція | Фракція               | За  | Проти | Утрим. | Не гол. | Відсутні |
| ------- | --------------------- | --- | ----- | ------ | ------- | -------- |
|         | Партія регіонів       | 16  | 0     | 0      | 7       | 97       |
|         | Батьківщина           | 79  | 0     | 0      | 3       | 5        |
|         | УДАР                  | 35  | 0     | 0      | 1       | 6        |
|         | Економічний розвиток  | 35  | 0     | 0      | 1       | 0        |
|         | Сувер. європ. Україна | 32  | 0     | 0      | 0       | 4        |
|         | ВО «Свобода»          | 34  | 0     | 0      | 0       | 1        |
|         | КПУ                   | 0   | 0     | 0      | 20      | 12       |
|         | Позафракційні         | 44  | 0     | 0      | 1       | 14       |
| Загалом | Загалом               | 275 | 0     | 0      | 33      | 139      |

| Фракція | Фракція                | За  | Проти | Утрим. | Не гол. | Відсутні |
| ------- | ---------------------- | --- | ----- | ------ | ------- | -------- |
|         | Партія регіонів        | 2   | 0     | 0      | 33      | 43       |
|         | Батьківщина            | 72  | 0     | 0      | 6       | 8        |
|         | УДАР                   | 37  | 0     | 0      | 0       | 4        |
|         | Економічний розвиток   | 27  | 0     | 0      | 5       | 7        |
|         | Сувер. європ. Україна  | 24  | 0     | 0      | 4       | 7        |
|         | ВО «Свобода»           | 35  | 0     | 0      | 0       | 0        |
|         | КПУ                    | 0   | 0     | 0      | 22      | 1        |
|         | За мир та стабільність | 0   | 0     | 0      | 7       | 27       |
|         | Позафракційні          | 35  | 0     | 1      | 8       | 30       |
| Загалом | Загалом                | 232 | 0     | 1      | 85      | 127      |

## Хвилі часткової мобілізації
З 14 квітня 2014 до 30 квітня 2018 на сході України тривала антитерористична операція (АТО), спрямована на відсіч російської агресії на Донбасі. 30 квітня 2018 вона була переформатована в Операцію об'єднаних сил.
| № хвилі мобілізації | Черга (згідно указу) | Верховний головнокомандувач, підстава мобілізації                                           | Початок         | Тривалість, діб | Закінчення     | Демобілізація   | Демобілізація   | Демобілізація   | Причини мобілізації (згідно указу), супутні події війни | План мобілізації | Кількість мобілізованих |
| № хвилі мобілізації | Черга (згідно указу) | Верховний головнокомандувач, підстава мобілізації                                           | Початок         | Тривалість, діб | Закінчення     | Початок         | Тривалість, діб | Закінчення      | Причини мобілізації (згідно указу), супутні події війни | План мобілізації | Кількість мобілізованих |
| ------------------- | -------------------- | ------------------------------------------------------------------------------------------- | --------------- | --------------- | -------------- | --------------- | --------------- | --------------- | --- | ---------------- | ----------------------- |
| 1                   | —                    | Турчинов Указ Президента України від 17.03.2014 року № 303/2014 «Про часткову мобілізацію»  | 18 березня 2014 | 45              | 1 травня 2014  | 18 березня 2015 | 45              | 1 травня 2015   | Загострення суспільно-політичної ситуації на Кримському півострові; агресія, захоплення Російською Федерацією частини території Автономної Республіки Крим та міста Севастополя; захоплення та блокування проросійськими формуваннями органів влади та стратегічних об'єктів у Криму • Крим |                  | >35 300                 |
| 2                   | —                    | Турчинов Указ Президента України від 06.05.2014 року № 454/2014 «Про часткову мобілізацію»  | 7 травня 2014   | 45              | 20 червня 2014 | 6 травня 2015   | 87              | 31 липня 2015   | Різке ускладнення внутрішньополітичної обстановки у південних і східних регіонах держави внаслідок дальшого втручання Російської Федерації у внутрішні справи України, зростання соціальної напруги в державі • Слов'янськ • Карачун                                                        |                  | >15 000                 |
| 3                   | —                    | Порошенко Указ Президента України від 21.07.2014 року № 607/2014 «Про часткову мобілізацію» | 24 липня 2014   | 45              | 6 вересня 2014 | 1 липня 2015    | 92              | 30 вересня 2015 | Поширення проявів тероризму, концентрація угруповань сил зі значним наступальним потенціалом на території Російської Федерації поблизу державного кордону України, загроза нападу, небезпека державній незалежності України • Лисичанськ • Бої на кордоні                                   | 60 000           |                         |
| Σ(4-6)              | Σ(4-6)               | Порошенко Указ Президента України від 14.01.2015 року № 15/2015 «Про часткову мобілізацію»  | 20 січня 2015   | 210             | 17 серпня 2015 | 29 березня 2016 |                 |                 | Підтримання бойової і мобілізаційної готовності ЗСУ та інших військових формувань України на рівні, що гарантує адекватне реагування на загрози національній безпеці держави • Донецький аеропорт                                                                                           | 104 000          |                         |
| 4                   | 1                    | Порошенко Указ Президента України від 14.01.2015 року № 15/2015 «Про часткову мобілізацію»  | 20 січня 2015   | 90              | 19 квітня 2015 | 29 березня 2016 | 35              | 30 квітня 2016  | Підтримання бойової і мобілізаційної готовності ЗСУ та інших військових формувань України на рівні, що гарантує адекватне реагування на загрози національній безпеці держави • Донецький аеропорт                                                                                           | 50 500           |                         |
| 5                   | 2                    | Порошенко Указ Президента України від 14.01.2015 року № 15/2015 «Про часткову мобілізацію»  | 20 квітня 2015  | 60              | 8 червня 2015  | 25 червня 2016  | 37              | 31 липня 2016   | Підтримання бойової і мобілізаційної готовності ЗСУ та інших військових формувань України на рівні, що гарантує адекватне реагування на загрози національній безпеці держави • Донецький аеропорт                                                                                           | 25 000           |                         |
| 6                   | 3                    | Порошенко Указ Президента України від 14.01.2015 року № 15/2015 «Про часткову мобілізацію»  | 19 червня 2015  | 60              | 17 серпня 2015 | 27 вересня 2016 | 35              | 31 жовтня 2016  | Підтримання бойової і мобілізаційної готовності ЗСУ та інших військових формувань України на рівні, що гарантує адекватне реагування на загрози національній безпеці держави • Донецький аеропорт                                                                                           | 25 000           | 13 000                  |

Найбільш масовою з усіх хвиль була четверта.

## Загальна мобілізація (з 2022)
У зв'язку з військовою агресією Російської Федерації, Президент України В. Зеленський підписав Указ від 24 лютого 2022 року № 64/2022 «Про введення воєнного стану в Україні». Згідно з Указом, воєнний стан уводився з 05 години 30 хвилин 24 лютого 2022 року строком на 30 діб, проте згодом його дія регулярно продовжувалася. Цей Указ було затверджено Верховною Радою того ж дня.
Одночасно Президентом оголошено загальну мобілізацію. Згідно з відповідним Указом № 65/2022, мобілізація проводиться протягом 90 діб на території всіх регіонів України крім Криму та Севастополя, і полягає в призові військовозобов'язаних, резервістів та транспортних засобів національної економіки. Указ про загальну мобілізацію також був затверджений Законом і строк мобілізації періодично продовжувався: з 25 травня 2022; з 23 серпня 2022; з 21 листопада 2022; з 19 лютого 2023; з 20 травня 2023; з 18 серпня 2023; з 16 листопада 2023; з 14 лютого 2024; з 14 травня 2024; з 12 серпня 2024; з 10 листопада 2024; з 8 лютого 2025; з 9 травня 2025 року на 90 діб.
Загальна мобілізація проходить етапами:
- Перший етап — призивають оперативних резервістів, колишніх військовослужбовців та ветеранів АТО та ООС.
- Другий етап — призивають резервістів, які не потрапили до першої хвилі мобілізації, та військовослужбовців, які проходили строкову службу до 2014 року або служили за контрактом.
- Третій етап — офіцери запасу та військовозобов'язані, які закінчили військові кафедри університетів.
- Четвертий етап — усі громадяни віком від 18 до 60 років, які підлягають мобілізації (не мають обмежень за віком, станом здоров'я тощо).

Мобілізувати можуть усіх військовозобов'язаних, але пріоритет надається людям з бойовим досвідом. Це стосується і жінок, які перебувають на обліку за відповідними військово-обліковими спеціальностями.
Мобілізаційний вік в Україні становить 25 років (до квітня 2024 становив 27 років).
Одночасно з уведенням воєнного стану набрали чинності положення законодавства, що забороняють виїзд з України громадян України чоловічої статі віком від 18 до 60 років (за встановленими винятками).
У липні 2022 року велася дискусія з приводу того, чи дозволено військовозобов'язаним та резервістам під час воєнного стану залишати місце проживання без дозволу територіального центру комплектування та соціальної підтримки. Міністерство оборони зняло цю вимогу «з метою зменшення соціальної напруги та недопущення маніпулювання суспільною думкою».
18 жовтня 2022 року Верховна Рада скасувала призов на строкову військову службу під час воєнного стану.
У 2024 році відбулися такі зміни мобілізаційного законодавства: створено єдиний електронний реєстр військовозобов'язаних; скасувано статус «обмежено придатних» до служби; дозволено призивати засуджених; підвищена відповідальність для порушників-ухилянтів.
Усі чоловіки віком від 18 до 60 років зобов'язані мати при собі військово-обліковий документ. З 18 травня 2024 вони ж зобов'язані протягом 60 днів оновити свої дані для військового обліку. Українцям, що перебувають за кордоном, не надаються консульські послуги за відсутності оновлених даних. Міністерство оборони розробило мобільний додаток Резерв+, через який можна актуалізувати свої дані для ТЦК СП та отримати інформацію з електронного кабінету.
Оскільки скасовано статус «обмежено придатний», громадяни можуть бути тільки придатними чи непридатними для військової служби. Ті, що мали такий статус, повинні пройти повторну військово-лікарську комісію до 4 лютого 2025 року.
Встановлено такі категорії військовозобов'язаних:
- придатні до служби;
- придатні до служби у військових частинах забезпечення, ТЦК, навчальних центрах, установах, медичних підрозділах, підрозділах логістики, зв'язку, оперативного забезпечення, охорони;
- непридатні до військової служби з виключенням з військового обліку;
- тимчасово непридатні, тобто ті, які вимагають лікування, відпустки, звільнення від виконання службових обов'язків[37].

### Бронювання від мобілізації
Бронювання — це відстрочка від призову на військову службу під час мобілізації, яка надається працівникам з метою забезпечення їх функціонування в особливий період.
В Україні є декілька категорій осіб, які можуть бути заброньовані:
- усі військовозобов'язані держслужбовці категорії А, а також держслужбовці категорій Б та В, але не більше 50 % кількості військовозобов'язаних працівників;
- працівники органів державної влади, судів, Нацполіції, ДБР, НАБУ, ДСНС, БЕБ;
- співробітники підприємств, яким встановлено мобілізаційні завдання (замовлення);
- працівники установ, які є критично важливими для забезпечення потреб ЗСУ та функціонування економіки та життєдіяльності населення в особливий період[38][39].

### Статистичні оцінки
Станом на липень 2022 міністр оборони України Олексій Резніков повідомляв, що до лав Збройних сил України мобілізовано до 700 тисяч осіб, прикордонників — до 60 тисяч, Нацгвардії — до 90 тисяч, Національної поліції — до 100 тисяч.
За інформацією секретаря РНБО, на жовтень 2024 до сил оборони загалом призвано 1 мільйон 50 тисяч громадян.
Загалом мобілізаційні резерви України оцінюються в 4,9-5,5 млн осіб.
На вимогу закону 4 690 496 військовозобов'язаних українців оновили свої дані з травня по липень 2024 року.

### Хронологія правових підстав проведення загальної мобілізації в Україні
| Строк проведення загальної мобілізації | Указ Президента України   | Закон України            | Результати голосування | Строк служби | Демобілізація |
| -------------------------------------- | ------------------------- | ------------------------ | --- | ------------ | ------------- |
| 24 лютого 2022 – 24 травня 2022        | № 65/2022 від 24.02.2022  | № 2105-IX від 03.03.2022 | Невідомо, зі слів головуючого на засіданні: 279 підтримали, 0 відхилили, 0 утрималися, 27 не голосувало, 117 відсутні, 27 без мандата | Не визначено | Не визначено  |
| 25 травня 2022 – 22 серпня 2022        | № 342/2022 від 17.05.2022 | № 2264-IX від 22.05.2022 | 315 підтримали, 0 відхилили, 0 утрималися, 60 не голосувало, 47 відсутні, 28 без мандата                                              | Не визначено | Не визначено  |
| 23 серпня 2022 – 20 листопада 2022     | № 574/2022 від 12.08.2022 | № 2501-IX від 15.08.2022 | 328 підтримали, 0 відхилили, 0 утрималися, 27 не голосувало, 63 відсутні, 32 без мандата                                              | Не визначено | Не визначено  |
| 21 листопада 2022 – 18 лютого 2023     | № 758/2022 від 07.11.2022 | № 2739-IX від 16.11.2022 | 297 підтримали, 0 відхилили, 1 утрималися, 43 не голосувало, 76 відсутні, 33 без мандата                                              | Не визначено | Не визначено  |
| 19 лютого 2023 – 19 травня 2023        | № 59/2023 від 06.02.2023  | № 2916-IX від 07.02.2023 | 344 підтримали, 0 відхилили, 1 утрималися, 21 не голосувало, 43 відсутні, 41 без мандата                                              | Не визначено | Не визначено  |
| 20 травня 2023 – 17 серпня 2023        | № 255/2023 від 01.05.2023 | № 3058-IX від 02.05.2023 | 333 підтримали, 0 відхилили, 1 утрималися, 31 не голосувало, 40 відсутні, 45 без мандата                                              | Не визначено | Не визначено  |
| 18 серпня 2023 – 15 листопада 2023     | № 452/2023 від 26.07.2023 | № 3276-IX від 27.07.2023 | 334 підтримали, 0 відхилили, 1 утрималися, 22 не голосувало, 46 відсутні, 47 без мандата                                              | Не визначено | Не визначено  |
| 16 листопада 2023 – 13 лютого 2024     | № 735/2023 від 06.11.2023 | № 3430-IX від 08.11.2023 | 322 підтримали, 0 відхилили, 1 утрималися, 24 не голосувало, 56 відсутні, 47 без мандата                                              | Не визначено | Не визначено  |

### Демобілізація
У квітні — травні 2024 року відбувається звільнення в запас строковиків, що перебували в ЗСУ на момент початку широкомасшабного вторгнення і були залишені на службі на невизначений строк. Їх число оцінюється у приблизно 7 тисяч.

## У культурі
Мобілізація була названа словом 2023 року в Україні за версією онлайн-словника неологізмів та сленгу Мислово.